# Mangolding (Mintraching)
Mangolding ist ein Ortsteil der Gemeinde Mintraching im Landkreis Regensburg (Bayern) mit 387 Einwohnern (Hauptwohnsitz, Stand 31. Dezember 2023).

## Geschichte
Der Feld in Mangolding ist eines der best untersuchten linearbandkeramischen Gräberfeldern der Jungsteinzeit in Bayern.
Das Haufendorf Mangolding wird als Managoltingen erstmals 1010 in einer Schenkungsurkunde König Heinrichs II. an das Kloster Niederalteich urkundlich erwähnt, obwohl die Siedlung älter sein dürfte. Aus Mangolding stammte das gleichnamige Adelsgeschlecht, welches im 13. Jahrhundert durch die Lerchenfelder abgelöst wurde. Im 13. Jahrhundert entstand das Wasserschloss Haidau, das ab 1210 bis zu seiner Zerstörung im Dreißigjährigen Krieg zusammen mit dem Unteren Schloss Mintraching als Landespflegschaftsgericht diente. Vor diesem Gericht wurden verschiedene Verbrechen wie Diebstahl, Brandstiftung oder Mord verhandelt. Todesurteile wurden entweder mit dem Schwert oder durch einen Galgen in der Südwestecke vollstreckt. 1455 und 1456 wurde der Ort durch zwei Kriege stark zerstört. Bis Ende des 19. Jahrhunderts gehörte das Dorf zu Niederbayern.
Am 1. Mai 1978 wurde die bis dahin selbstständige Gemeinde nach Mintraching eingemeindet.

## Bauwerke
- Katholische Kirche St. Peter und Paul (Kirchstraße 3): Saalbau aus dem 13. Jahrhundert mit eingezogenem Chor und Halbwalmdach, Flankenturm mit Zwiebelhaube und Vorzeichen.

## Vereine
- FF Mangolding
- Krieger-, Soldaten- und Reservisten-Kameradschaft Mintraching-Mangolding
- OGV Scheuer-Mangolding
- Schützenverein Edelweiß Mangolding
- Volkstrachtenverein Mangolding-Mintraching

## Verkehr
Der Bahnhof Mangolding liegt an der Bahnstrecke Passau–Obertraubling. Er ist reiner Betriebsbahnhof: Die Züge halten nicht mehr zum Ein- und Ausstieg. Einmal jährlich hält ausnahmsweise ein Zug für die Wallfahrer nach Altötting und befördert diese nach Sünching.